# 上川雄介
上川 雄介（かみかわ ゆうすけ、1991年2月6日 - ）は、日本の俳優。エビス大黒舎・Team Ebisuに所属していた。現在は撮影部として活動している。鳥取県鳥取市出身。身長175cm、体重58kg。

## 出演

### 映画
- 80年なら二瞬の夢さ - おぎゃあ役　高橋壮太監督
- 蒼のざらざら - アトリエスタッフ役（2013年、上村奈帆監督）
- あなたから遠く離れて〜ニセ家族篇〜 - ユウスケ役　佐々木想監督
- 本気だから言えない〜恋する女子のHOW TO SEX〜 - 会社員役　福田陽平監督
- ある光　南部充俊監督
- みんな死ね、生きろ - サトシ役（2014年、鈴木太一監督）[1]
- 恋文X（2014年7月5日、市川悠輔監督）
- アイズ - 松田亮太役（2015年6月6日、福田陽平監督）[2]
- 青春群青色の夏 - ゴロー役（2015年9月5日、田中佑和監督[3][4][5][6][7][8]
- 7s - アクション俳優役（2015年11月7日、藤井道人監督）
- モーターズ - ヤンキー役（2015年11月14日、渡辺大知監督）[9][10]
- 西北西（2015年、中村拓郎監督）

### テレビドラマ
- 永遠の0（2015年2月11日、テレビ東京） - 零戦搭乗員役
- ウロボロス〜この愛こそ、正義。　 第5話（2015年2月13日、TBS） - 警察官役
- かもしれない女優たち（2015年6月23日、フジテレビ） - 大物俳優T役
- コウノドリ　第2話（2015年10月23日、TBS） - 救急隊員役
- わたしのウチには、なんにもない。　第1話（2016年2月6日、NHK BSプレミアム） - 洗剤B役

### WEBドラマ
- 東京ヴァンパイアホテル　第2-6話（2017年6月16日-、Amazonプライム・ビデオ）

### CM
- シューズセレクションwater front 島根篇 - カップル役[11]
- 鳥取PR CM　想い出篇・面接篇 - 主演　田中佑和監督[12][13][14]

### 舞台
- 泥棒（2014年4月6日、春の桜祭り2014新宿ゴールデン街劇場公演）
- 初級恋愛講座（2014年7月12日-7月13日、エビ大塾TRIAL ACT vol.2）
- 八百万石に挑む男（2014年9月2日-9月24日、舟木一夫特別公演）
- 飛龍伝2016 - 加藤虎正役（2016年2月2日-2月7日、大坪企画vol.2、作:つかこうへい　演出:春田純一）[15][16]

### その他
- ショートムービー　「シジュウカラの羽根」（フリーペーパー「AU LAIT」02）[17]
- JALインフォマーシャル ミニドラマ 「想い出が詰まった暗証番号」 - 新郎・下山雄二役　鈴木太一監督
- JALインフォマーシャル ミニドラマ「今ラインをこえて」
- CX YouTube企画 草野球 - ピッチャー役　川野浩司監督
- Vシネマ　首領の道  完結編 - 若き連城恭次役　辻裕之監督
- Vシネマ　ほんとうに映った!監死カメラ　福田陽平・田中佑和監督
- VP　NEC
- ラジオ　「INDIES NIGHT」（2015年8月3日、FMうらやす・83.6MHz）